# Prádanos de Bureba
Prádanos de Bureba est une commune d'Espagne dans la communauté autonome de Castille-et-León, province de Burgos. Elle s'étend sur 10,79 km2 et comptait environ 57 habitants en 2011.